# Листопад Артем Анатолійович
Артем Листопад — український журналіст і фоторепортер, лауреат ордена «За заслуги» III ступеня (2023) та переможець Гран-прі журналістського конкурсу (2024), відомий своїми репортажами з гарячих точок, зокрема з фронту війни в Україні, а також глибоким висвітленням соціальних і політичних тем.

## Біографія
Артем Листопад народився 28 вересня 2000 року в селі Великі Бучки, Харківська область, Україна. Після завершення школи він вступив до Харківської державної академії культури, де здобув вищу освіту, спеціалізуючись на журналістиці.
Артем з самого початку кар'єри став активно залучений до роботи в медіа, що призвело до значних досягнень у професії.

## Професійна діяльність
Артем Листопад працював в кількох важливих медіа-ресурсах, де створював репортажі на актуальні соціальні, політичні та міжнародні теми. Його роботи часто фокусуються на важливих подіях, що мають вплив на суспільство.

### Ursa.Media
Артем розпочав свою кар'єру на українському онлайн-ресурсі «Ursa.Media», який є першим в Україні онлайн-виданням, що формує культуру «свідомого споживання» та просуває ідеї сталого розвитку та екологічності в усіх сферах життя.

### TV3 Televizija
У 2022 році Артем Листопад приєднався до литовського телеканалу «TV3 Televizija», де він продовжував свою кар'єру журналіста, створюючи репортажі на міжнародні теми, зокрема висвітлюючи війну в Україні та її гуманітарні наслідки. Його матеріали допомогли підняти рівень обізнаності про ситуацію в Україні на міжнародній арені.

### ДжеДАІ
Артем Листопад також працював на телеканалі «2+2» в програмі «ДжеДАІ», де висвітлював питання дорожнього руху, безпеки та порушення правил на українських дорогах. Він створював важливі репортажі, спрямовані на підвищення рівня безпеки на дорогах.

### Об'єктив
Артем також працював на харківському телеканалі «Simon» в складі медіа-групи «Об'єктив», де він активно висвітлював важливі події в місті та області. Його репортажі дозволяли глядачам отримувати оперативну і достовірну інформацію про місцеві надзвичайні ситуації та важливі події.

## Нагороди
Артем Листопад був відзначений кількома престижними нагородами, що підтверджують його високий рівень як журналіста та фоторепортера.
- Орден «За заслуги» III ступеня (2023) — за видатний внесок у розвиток журналістики та медіа-індустрії в Україні[1].
- Гран-прі журналістського конкурсу «Люди дії: ті, хто створюють майбутнє» (2024) — за репортаж про аграрія з Харківщини, який ризикує своїм життям, аби захистити своє підприємство під час війни[2]

## Особисте життя
Артем Листопад є одруженим. Його дружина Сабіна Листопад. Разом вони виховують сина Марка, який народився у 2024 році.